# Instituto Arias Montano
El Instituto Arias Montano de Estudios Hebraicos y Oriente Próximo es una organización cultural creada en 1941 por el Gobierno de España. Publica la revista Sefarad. Se encuentra en el Consejo Superior de Investigaciones Científicas (CSIC).

## Historia
Fue creado en 1941 por Francisco Cantera Burgos, de Madrid, y por José María Millás Vallicrosa, de Barcelona, en el seno de la Escuela de Estudios Hebraicos del CSIC. Lleva el nombre del hebraísta español del siglo XVI Arias Montano. En los años 80 pasó a estar en el Instituto de Filología del CSIC, que luego pasó a llamarse Instituto del Lenguas y Culturas del Mediterráneo y Oriente Próximo, y que se encuentra en el Centro de Ciencias Humanas y Sociales.